# Анатолий Вапиров
Aнатолий Петрович Вапиров е украински и български джаз музикант, педагог и композитор. 

## Биография
Роден е на 24 ноември 1947 г. в украинския град Бердянск, тогава част от СССР. Баща му е българин, потомък на изселници от Ямболско в средата на 19. век. След като завършва осми клас, постъпва в Киевското музикално училище, откъдето се прехвърля в Ленинградското музикално училище. Завършва Ленинградската консерватория (1970), където защитава и докторантура с научен ръководител Павел Суханов (докторант е между 1971 и 1977 г.) и преподава там саксофон и импровизация (1977 – 1982).
Започва да свири в студентски ансамбъл, през 1967 – 1976 г. е тенор саксофонист в оркестъра на Ленинградския мюзикхол и член на биг бенда на Олег Куценко. Вапиров е един от членовете на джаз клуб „Квадрат“ в Санкт Петербург (с ръководител Ефим Барбан). Често се налага да пътува до Новосибирск, за да записва.
След това организира собствена група и през 1975 г. излиза първата му грамофонна плоча – „Ленинградский джаз-ансамбль Анатолия Вапирова“.
Популярност из целия Съветски съюз му носи участието в предаването „Славянска мистерия“ през 1977 г. Освен ленинградския китарист Борис Лебедински в предаването участва и американският барабанист Даниъл Мартин.
Анатолий Вапиров е първият, който забелязва бъдещия пианист на „Аквариум“ Сергей Курьохин като изгряващ талант през 1978 г. и го кани в своя ансамбъл (през май 1978 г. Курьохин свири за първи път с групата на Вапиров на фестивал в Куйбишев). Двамата записват общ албум, който в крайна сметка е издаден в началото на 2000 г., пет години след смъртта на Курьохин, под заглавието „Forgotten Ritual“.
В съветската  звукозаписна фирма „Мелодия“ една след друга са издадени плочите с Концерта за кларинет и струнен оркестър (1982), десетте джазови сцени от „Макбет“ (1983), рок балета „Маскарад“ (1984), поставен на сцената на оперния театър „Киров“ (прочутия Мариински театър днес), балета „Макбет“ (1984), но също и „Тракийски дуети“ (със Сергей Курьохин) и „Българско рондо“ (1977).
През 1985 г. емигрира в България. През 1992 – 2005 е художествен директор на Международен джаз фестивал „Варненско лято“.
Участвал е в джаз фестивали в Русия, България, Румъния, Литва, Естония, Беларус, Молдова, Украйна, Унгария, Чехия, Австрия, Германия, САЩ, Франция, Италия, Швейцария, Дания, Гърция, Великобритания, Канада, Холандия, Белгия и Израел.